# Incheon United FC
Incheon United FC (kor. 인천 유나이티드 FC), klub piłkarski z Korei Południowej, z miasta Inczon, występujący w K League 1 (1. liga).

## Sukcesy
- K League 1
  - wicemistrzostwo (1): 2005
- Puchar Korei Południowej
  - finał (1): 2015

## Stadion
Domowe mecze klub rozgrywa na stadionie Incheon Football Stadium, który może pomieścić 20891 widzów.

## Skład na sezon 2018
| Nr | Poz. | Piłkarz                                      |
| -- | ---- | -------------------------------------------- |
| 1  | BR   | Jung San                                     |
| 2  | OB   | Noh Sung-min                                 |
| 3  | OB   | Kim Yong-hwan                                |
| 4  | PO   | Han Seok-jong                                |
| 5  | OB   | Kang Ji-Yong                                 |
| 6  | OB   | Choi Jong-hoan                               |
| 7  | NA   | Song Si-woo                                  |
| 8  | PO   | Yun Sang-ho                                  |
| 9  | NA   | Stefan Mugoša                                |
| 10 | PO   | Elías Aguilar                                |
| 11 | PO   | Park Yong-ji                                 |
| 13 | PO   | Kim Jin-ya                                   |
| 15 | OB   | Kim Dae-joong                                |
| 16 | OB   | Lee Yun-pyo                                  |
| 17 | PO   | Go Seul-ki (wypożyczony z Buriram United FC) |
| 18 | PO   | Park Jong-jin                                |
| 19 | PO   | Kwabena Appiah                               |
| 20 | OB   | Gordan Bunoza                                |

| Nr | Poz. | Piłkarz         |
| -- | ---- | --------------- |
| 21 | BR   | Lee Jin-hyung   |
| 22 | PO   | Kim Dong-suk    |
| 23 | PO   | Lee Jung-bin    |
| 24 | PO   | Lee Woo-Hyeok   |
| 25 | PO   | Kim Seok-ho     |
| 26 | OB   | Kim Dong-min    |
| 27 | PO   | Moon Seon-min   |
| 28 | NA   | Lee Hyo-kyun    |
| 29 | PO   | Kim Bo-seob     |
| 30 | PO   | Kim Hyeok-Joong |
| 31 | BR   | Lee Tae-hee     |
| 32 | OB   | Myung Sung-joon |
| 33 | PO   | Jung Won-Yeong  |
| 36 | PO   | Kim Dae-kyung   |
| 39 | PO   | Lim Eun-Soo     |
| 40 | PO   | Choi Beom-Kyung |
| 44 | OB   | Kim Jeong-Ho    |